# Granbräken
Granbräken (Dryopteris cristata) är en växtart i familjen ormbunksväxter. 